# Rutsweiler an der Lauter
Rutsweiler an der Lauter település Németországban, Rajna-vidék-Pfalz tartományban. Lakosainak száma 380 fő (2023. december 31.).

## Népesség
A település népességének változása:
| Lakosok száma | 307  | 353  | 358  | 364  | 368  | 380  |
|               | 1975 | 2017 | 2019 | 2021 | 2022 | 2023 |